# Festo (nome)
Festo  è un nome proprio di persona italiano maschile.

## Varianti
- Femminili: Festa[3]

### Varianti in altre lingue
- Basco: Pesta[4]
- Catalano: Fest[4]
- Greco biblico: Φῆστος (Phḗstos)[5]
- Latino: Festus[1][4][5][6]
- Portoghese: Festo
- Russo: Фест (Fest)
- Spagnolo: Festo[4]
- Ucraino: Фест (Fest)

## Origine e diffusione
Nome di scarsissima diffusione in Italia, deriva dal latino Festus, un cognomen piuttosto diffuso portato, fra gli altri, da Porcio Festo, un procuratore romano che fu governatore della Giudea, citato anche negli Atti degli Apostoli (At25-26).
Etimologicamente, è basato sul termine festus, cioè "relativo alle feste", "festivo"; in senso lato, può significare anche "solenne" e, in special modo, "allegro", "divertito". Alcune fonti ipotizzano invece una connessione col nome della città cretese di Festo.

## Onomastico
L'onomastico si può festeggiare in memoria di più santi, alle date seguenti:
- 24 giugno, san Festo, martire a Roma sulla via Salaria con san Giovanni[8][9]
- 1º agosto, san Fausto o Festo, martire con undici compagni a Roma sulla via Latina[9]
- 19 settembre (o 7 settembre), san Festo, diacono di san Gennaro, martire a Pozzuoli con san Desiderio sotto Diocleziano[4][8][9]
- 21 ottobre, san Festo, martire a Nicea con altri 278 compagni[9]
- 21 dicembre, san Festo, martire venerato in Toscana[9]
- 31 dicembre, san Festo, vescovo di Valencia, martire sotto Croco[9]

## Persone
- Elio Festo Aftonio, grammatico romano
- Giulio Festo Imezio, politico romano
- Porcio Festo, procuratore romano
- Postumio Rufio Festo Avienio, politico e poeta romano
- Rufio Festo, funzionario e storico romano
- Sesto Pompeo Festo, grammatico romano